# Активатор апоптоза harakiri
Активатор апоптоза harakiri (HRK) — белок семейства Bcl2, активатор апоптоза, который у человека кодируется геном HRK.

## Структура гена, мРНК и белка
кДНК HRK была впервые независимо клонирована из клеток HeLa и симпатических нейронов крыс в 1997 году. кДНК HRK человека имела длину около 700 нуклеотидов и включала 5'- и 3'-некодирующие области, кодирующую область и поли(А)-хвост. В 3'-некодирующей области был обнаружен сигнал дестабилизации мРНК 5'-ATTTA-3'.
Ген HRK кодирует белок длиной в 91 аминокислотный остаток. Гомологи HRK по первичной структуре пока не обнаружены. Фрагмент 37—44 гомологичен домену BH3 (англ. Bcl-2 homology domain 3).

## Распространение и внутриклеточная локализация
Методом нозерн-блота мРНК HRK была обнаружена в лимфоидных органах, особенно в селезёнке и костном мозге, а также в поджелудочной железе человека. Хотя методом полногеномного секвенирования РНК присутствие мРНК HRK в селезёнке и костном мозге выявить не удалось, небольшие её количества были обнаружены в лимфатических узлах, коре головного мозга, щитовидной железе, надпочечниках и тестикулах.
мРНК HRK была обнаружена только в головном мозге взрослых крыс и отсутствовала в селезёнке, тимусе, тестикулах, тонком кишечнике, сердечной и скелетных мышцах.
Методом иммуногистохимии низкие и средние количества белка Hrk были обнаружены во многих органах, при этом препараты тонкого кишечника, поджелудочной железы, кожи, молочных желёз и лимфоидных тканей имели, как правило, отрицательную окраску (белок отсутствует).
В клетках HRK локализуется преимущественно в митохондриях и взаимодействует там с белком митохондриального матрикса p32.